# Nordlige Velebit Nationalpark
Nordlige Velebit Nationalpark ( kroatisk: Nacionalni park Sjeverni Velebit) er en nationalpark i Kroatien, der dækker 109 km2 af den nordlige del af Velebit-bjergene, den største bjergkæde i Kroatien. På grund af den rigelige variation i denne del af Velebit-området, blev området opgraderet fra et naturreservat i 1999 og åbnede som en nationalpark i september samme år.
Hele Velebit-området er en "naturpark", en mindre bevaringskategori. En anden nationalpark på Velebit er Paklenica på dens sydlige side.
I 2017 blev bøgeskovene i nationalparken føjet til UNESCOs verdensarvsliste kendt som Gamle oprindelige bøgeskove i Karpaterne og andre regioner i Europa på grund af deres vidnesbyrd om den økologiske historie af skovdynamikken i Europa siden den sidste istid.

## Parken
Parkreservatet er beskyttet, og besøgende er begrænset til udpegede stier. Inde i reservatet ligger det botaniske reservat Visibaba (Galanthus) med en overflod af de endemiske kroatiske underarter af Sibiraea altaiensis og det botaniske reservat Zavižan–Balinovac–Velika kosa, der er berømt for sin enestående samling af bjergfloraarter. Inde i reservatet ligger den velkendte Velebit Botany Garden, grundlagt af farmakologiprofessor og botaniker Fran Kušan i 1967.
Parken er krydset af bjergbestigningsstier. Den mest kendte er Premužić's Trail, opkaldt efter dens konstruktør, skovfogeden Ante Premužić, som byggede den i slutningen af 1933. Stien går gennem de smukkeste og mest interessante dele af parken. Fra de talrige tinder i omgivelserne er der en storslået udsigt over Adriaterhavet og dets øer (Pag, Rab, Goli Otok, Prvić og Krk) samt over den kontinentale side.
For at tilføje parkens kulturelle værdi er de talrige ruiner af såkaldte "sommerhytter", derer fra dengang Velebit var befolket af hyrder og kvægbønder. På dens kystskråninger er mange ruinerede huse, hytter og stenmure, der alle påviser en forsvunden lokalbefolkning.
Toppen Zavižan (1.676 moh.) i parken, er den højeste meteorologiske station i Kroatien.

## Særlige områder
De særlige områder i parken er to lokaliteter kaldet Hajdučki kukovi og Rožanski kukovi. Deres navne kommer fra et folkenavn, der er givet til store stenmasser, som rejser sig over Velebit-bjergenes omgivelser. De ligger midt i parken, men er ikke en fast del af den, adgangen til dem er begrænset til videnskabelige forskere og pædagogiske ekskurtioner.

### Hajdučki kukovi
Hajdučki kukovi er en af Kukovi-gruppen af toppe i den nordlige del af Velebit. Sammen med Rožanski kukovi danner det et område på omkring 22 km2 erklæret som naturreservat i 1969. Det er adskilt fra Rožanski kukovi af Skrbina Draga- og Veliki Lubenovac-feltet.
Kukovi-gruppen har omkring 40 toppe på over 1600 m. Området omkring Hajdučki kukovi har et komplekst underjordisk afvandingssystem. Terrænet er meget vildere end omkring Rožanski kukovi, og der er dele, hvor der selv i dag aldrig har været mennesker. Lukina jama, den dybeste bjerggrotte i Kroatien og en af de dybeste i Sydøsteuropa, med en dybde på 1.392 m, blev opdaget i 1992 af en lokal huleentusiast ved navn Ozren Lukić. Lukić sluttede sig til en bjergdivision under krigen (1991-95) som frivillig og blev dræbt af en snigskytte i 1992.  Lukina jama blev opkaldt efter ham.

### Rožanski kukovi
Den første "kuk", Gromovača (1675 m), er en to-en-halv times gang fra vandrerhjemmet i Zavižan. Centrum af klipperne begynder umiddelbart bag Rossijeva koliba (en bjerghytte), også 2,5 times gang fra vandrerhjemmet. Den mest interessante del af denne klipperegion er på stien fra Rossilijeva koliba til Crikvena (1.641 m), en halv times gang fra hytten.
I et område på omkring 18 km2 er der mere end halvtreds stenede klippetoppe, alle over 1.600 m, nogle med bizarre former af tårne, spir eller obelisker. Her mødes alle karstklippens fænomener – kløfter, svimlende højder, sprækker, huler, naturlige porte og pas.
De mest kendte og mest populære seværdigheder er Novotnijev kuk, Rossilijev kuk og Premužićev kuk.